# Lothagam
Lothagam est une zone fossilifère du Kenya, située près des rives sud-ouest du lac Turkana, entre les rivières Kerio et Lomunyenkuparet, sur un bloc de faille surélevé de 10 × 6 km,. L'endroit est connu pour ses formations géologiques impressionnantes, en particulier des couches de sédiments rouges du Miocène en contact avec des dépôts lacustres du début de l'Holocène, se présentant sous forme d'affleurements inclinés.
Les dépôts sédimentaires de Lothagam datent du Miocène-Pliocène et de nombreuses découvertes paléontologiques y ont été faites. Des sites archéologiques de l'Holocène s'y trouvent aussi, tels le « site du harpon » de Lothagam-Lokam et le site mégalithique de Lothagam North.

## Recherches
Bryan Patterson, de l'université Harvard est, en 1967, le premier à mener des recherches paléontologiques en cet endroit. Meave Leakey y dirige elle aussi des recherches intensives à partir de la fin des années 1980.